# ذا فيلفيت أندرغراوند
ذا فيلفيت أندرغراوند (بالإنجليزية: The Velvet Underground)‏ وهي فرقة روك أمريكية نشأت بين 1964 إلى 1996 في مدينة نيويورك وتأسست من قبل لو ريد وجون كيل وتتكون من أيضا من ستيرلينج موريسون وأنجوس مكلايس وماورين تاكر ودوج يال ووالتر باورس وويلي ألكسندر.

## روابط خارجية
- ذا فيلفيت أندرغراوند على موقع IMDb (الإنجليزية)
- ذا فيلفيت أندرغراوند على موقع الموسوعة البريطانية (الإنجليزية)
- ذا فيلفيت أندرغراوند على موقع ميوزك برينز (الإنجليزية)
- ذا فيلفيت أندرغراوند على موقع رولينغ ستون (الإنجليزية)
- ذا فيلفيت أندرغراوند على موقع أول ميوزيك (الإنجليزية)
- ذا فيلفيت أندرغراوند على موقع ديسكوغز (الإنجليزية)